# Romain Ponsart
Pour les articles homonymes, voir Ponsart.
 (mai 2019).
Si vous disposez d'ouvrages ou d'articles de référence ou si vous connaissez des sites web de qualité traitant du thème abordé ici, merci de compléter l'article en donnant les références utiles à sa vérifiabilité et en les liant à la section « Notes et références ».
Romain Ponsart (né le 27 avril 1992 à Charleville-Mézières en Champagne-Ardenne) est un patineur artistique français. Il est vice-champion de France 2015.
Il a représenté la France aux championnats du monde juniors à Gangneung en mars 2011, aux championnats d'Europe à Moscou en janvier 2018 et aux championnats du monde à Milan en mars 2018.

## Biographie

### Carrière sportive

#### Ses débuts
Romain Ponsart s'inscrit au club Charleville-Mézières Sports de Glace en 1998 à l'âge de 6 ans. Il s'entraîne avec Elena Issatchenko. À la suite du décès d'Elena, il s'entraîne avec Guillemette Ancelet. Il obtient le titre national de champion de France avenirs puis celui de minimes.

#### Saison 2007/2008
Il patine son programme court sur une version modernisée de Toccata et fugue en ré mineur de Johann Sebastian Bach, et son programme long sur la BO du film La Légende de Zorro de James Horner.
Lors de cette saison 2007/2008, il participe d'abord à ses premiers championnats de France élites à Megève en décembre 2007 (11e), puis aux championnats de France juniors en janvier 2008 à Annecy (6e), et enfin aux championnats de France novices à Cergy en mars 2008 où il est sacré champion national de cette catégorie.

#### Saison 2008/2009
Il choisit de conserver son programme court de la saison précédente sur Toccata et fugue en ré mineur de Johann Sebastian Bach. Par contre, il change son programme libre en choisissant une version modernisée des Quatre Saisons d'Antonio Vivaldi.
Pour ses deuxièmes championnats de France élites, à Colmar en décembre 2008, il progresse dans la hiérarchie nationale en prenant la 6e place. Un mois plus tard, en janvier 2009, Romain Ponsart se classe 6e des championnats de France juniors à Annecy comme la saison précédente.

#### Saison 2009/2010
Il choisit la Tosca de Giacomo Puccini pour le programme long.
Il participe pour la première fois à des épreuves du Grand Prix ISU junior. Il patine d'abord à Minsk en septembre puis à Zagreb en octobre. Deux mois plus tard, il se classe 7e des championnats de France élites à Marseille, puis devient champion de France junior lors des championnats de cette catégorie organisés à Charleville-Mézières en mars 2010.

#### Saison 2010/2011
Ses choix de musique pour cette saison sont Leyenda de Vanessa-Mae pour le programme court et conserve la Tosca de Giacomo Puccini pour le programme long.
À l'âge de 18 ans, Romain Ponsart commence sa saison par les épreuves du Grand Prix ISU junior à Courchevel en août et à Dresde en octobre. Il participe ensuite à ses quatrièmes championnats de France élites, organisés à Tours en décembre 2010. Après avoir obtenu la 5e place et après un test à la patinoire Sonja-Henie en février 2011, la FFSG (Fédération française des sports de glace) décide de le sélectionner pour les championnats du monde junior de mars 2011 à Gangneung où il prend la 17e place.
Il obtient également son 2e titre de champion de France juniors.

#### Saison 2011/2012
Il patine son programme court sur Art on Ice de Edvin Marton et son programme libre sur Roméo et Juliette de Sergueï Prokofiev.
Au cours de l'automne, il participe pour la première fois à une épreuve du Grand Prix ISU senior, le Trophée Éric Bompard, organisé à Paris en novembre 2011. La fédération l'invite pour remplacer Brian Joubert qui a déclaré forfait à cause d'une blessure au dos. Il prend la 8e place de la compétition.
Mais Romain Ponsart doit à son tour déclarer forfait pour le reste de la saison, et notamment pour les championnats de France à Dammarie-lès-Lys, à cause d'une entorse à la cheville droite, à la suite d'une blessure l'entraînement à Champigny-sur-Marne le 13 décembre 2011 sur la réception d'un triple lutz.

#### Saison 2012/2013
Il n'est pas sélectionné par la fédération pour patiner au Trophée Bompard de novembre, mais monte pour la première fois sur le podium des championnats de France élite à Strasbourg en décembre, en obtenant la médaille de bronze. Ce podium ne lui permet pas de participer ni aux championnats d'Europe de janvier 2013 à Zagreb, ni aux championnats du monde de mars 2013 à London.

#### Saison 2013/2014
Romain Ponsart se blesse sévèrement lors du Master's d'Orléans et connaît une saison blanche, marquée par une lourde opération et une lente rééducation.

#### Saison 2014/2015
Il reprend la compétition un an après sa blessure, se classant 3e derrière Chafik Besseghier et Florent Amodio au Master's d'Orléans. Aux Championnats de France, il termine 2e derrière Florent Amodio et devant Chafik Besseghier, mais n'est pas sélectionné pour les Championnats d'Europe. Il concourt à l'Universiade 2015 et s'y classe 9e.

#### Saison 2015/2016
La saison 2015-2016 marque un tournant dans la carrière de Romain Ponsart. Il commence la saison entraîné par Brian Joubert et remporte le Master's en début de saison, avec notamment un programme court remarqué sur "Je suis malade". Il se sépare dès novembre de son entraîneur et part rejoindre le club de Los Angeles, au centre de Rafael Arutyunyan. Il participe au Grand Prix de France à Bordeaux et s'y classe 11e sur le seul programme court, les programmes libres ayant été annulés à la suite des attentats du 13 novembre 2015 à Paris.

#### Saison 2016/2017
Absent du Master's comme du Grand Prix de France, il se classe 3e aux Championnats de France derrière Kevin Aymoz et Chafik Besseghier. Il participe une nouvelle fois à l'Universiade et s'y classe 11e.

#### Saison 2017/2018
Romain Ponsart remporte le Master's pour la seconde fois, en l'absence de Kevin Aymoz et Chafik Bessseghier. Il patine son programme court sur Imagine en début de saison, puis sur "L'hymne à l'amour" interprété par Johnny Hallyday après le décès du chanteur ; et son programme libre sur "This is your song", extrait de la BoF de Moulin Rouge. Il participe au Grand Prix de France et s'y classe 11e.
Troisième aux Championnats de France derrière Chafik Besseghier et Kevin Aymoz, il est cependant sélectionné pour les Championnats d'Europe de patinage artistique 2018, sa première grande compétition internationale, à Moscou. Grippé, il ne se classe que 20e du programme court, mais il réalise un programme libre remarqué (notamment pour le quadruple boucle piqué d'entrée de grande qualité) qui lui permet de remonter à la 14e place (13e du programme libre). Il est sélectionné pour représenter la France aux Championnats du monde de patinage artistique 2018 à Milan du 19 au 25 mars 2018 où il se classe 16e.

#### Saison 2018/2019
Romain Ponsart commence la saison au Master's où il termine quatrième en étant troisième aux deux programmes, court comme libre. Son programme court, chorégraphié par Guillaume Cizeron , a comme musique In this shirt du groupe The Irrepressibles. Il patine son programme libre sur Carmen de Bizet. Il participe au Skate America où il se classe dixième. Au Grand Prix de France à Grenoble, il bat ses records sur le programme court comme sur le programme libre et se classe 6e, sa meilleure performance en Grand prix.

#### Saison 2019/2020
Le début de saison de Romain Ponsart est perturbé par des problèmes de papiers l'empêchant de repartir s'entraîner aux Etats-Unis. Il ne termine que 7e du Master's qui ouvre la saison française. Il participe ensuite au Grand Prix de  France à Grenoble, où il se classe 9e. Il continuera de s'entrainer avec Rafael Arutyunyan par vidéos. Il réalise deux bons programmes aux championnats de France élite, et se classe 3e (3e aux deux programmes et au cumul des deux).

## Palmarès
| Compétition                                                                                      | 2008    | 2009    | 2010    | 2011    | 2012    | 2013    | 2014    | 2015    | 2016    | 2017    | 2018    | 2019    | 2020    | 2021    | 2022    |
| Jeux olympiques d'hiver                                                                          |         |         |         |         |         |         |         |         |         |         |         |         |         |         |         |
| Championnats du monde                                                                            |         |         |         |         |         |         |         |         |         |         | 16e     |         | CA      |         |         |
| Championnats d’Europe                                                                            |         |         |         |         |         |         |         |         |         |         | 14e     |         |         | CA      |         |
| Championnats de France                                                                           | 11e     | 6e      | 7e      | 5e      | F       | 3e      | F       | 2e      | 4e      | 3e      | 3e      | A       | 3e      | 3e      | 4e      |
| Championnats du monde juniors                                                                    |         |         |         | 17e     |         |         |         |         |         |         |         |         |         | CA      |         |
|                                                                                                  |         |         |         |         |         |         |         |         |         |         |         |         |         |         |         |
| Grand Prix ISU                                                                                   | 2007/08 | 2008/09 | 2009/10 | 2010/11 | 2011/12 | 2012/13 | 2013/14 | 2014/15 | 2015/16 | 2016/17 | 2017/18 | 2018/19 | 2019/20 | 2020/21 | 2021/22 |
| Skate America                                                                                    |         |         |         |         |         |         |         |         |         |         |         | 10e     | F       |         |         |
| Trophée de France                                                                                |         |         |         |         | 8e      |         |         |         | 11e     | F       | 11e     | 6e      | 9e      | CA      | 11e     |
| Légende : F= Forfait ; A= Abandon ; CA= Compétitions annulées à cause de la pandémie de Covid-19 |         |         |         |         |         |         |         |         |         |         |         |         |         |         |         |

## Galerie d'images

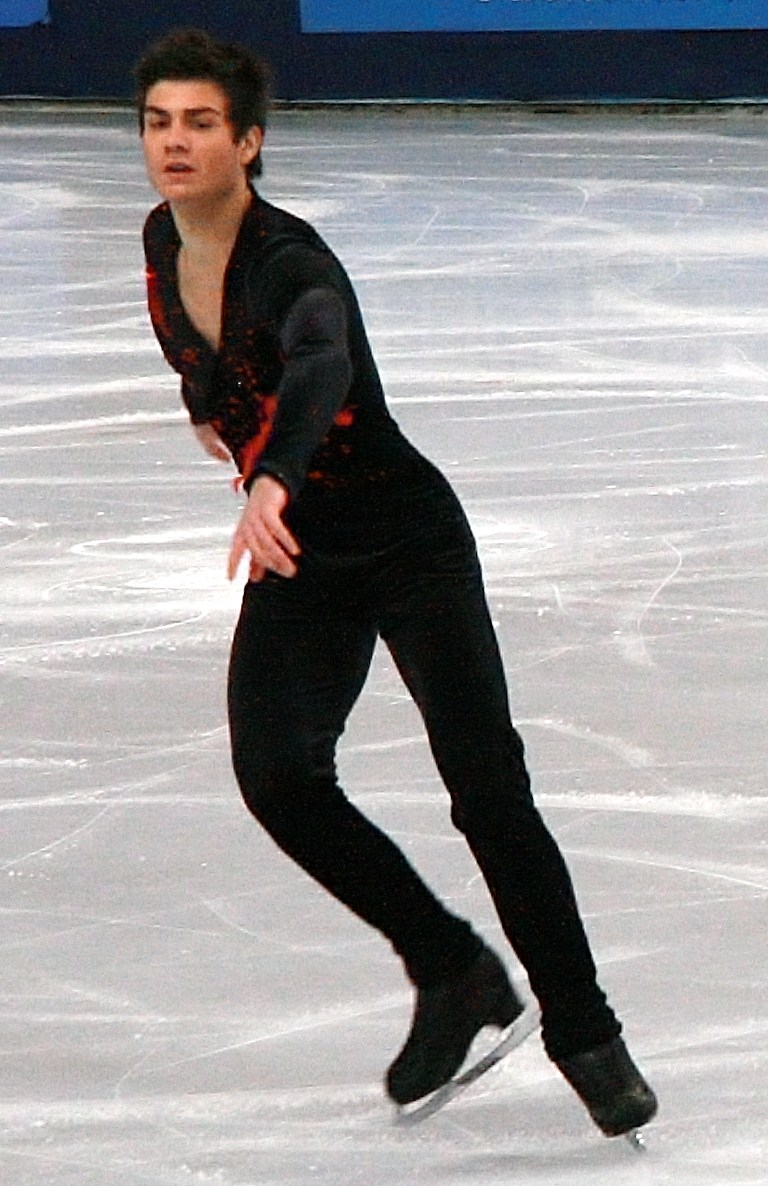
Programme court au Trophée Éric Bompard 2011 (1)
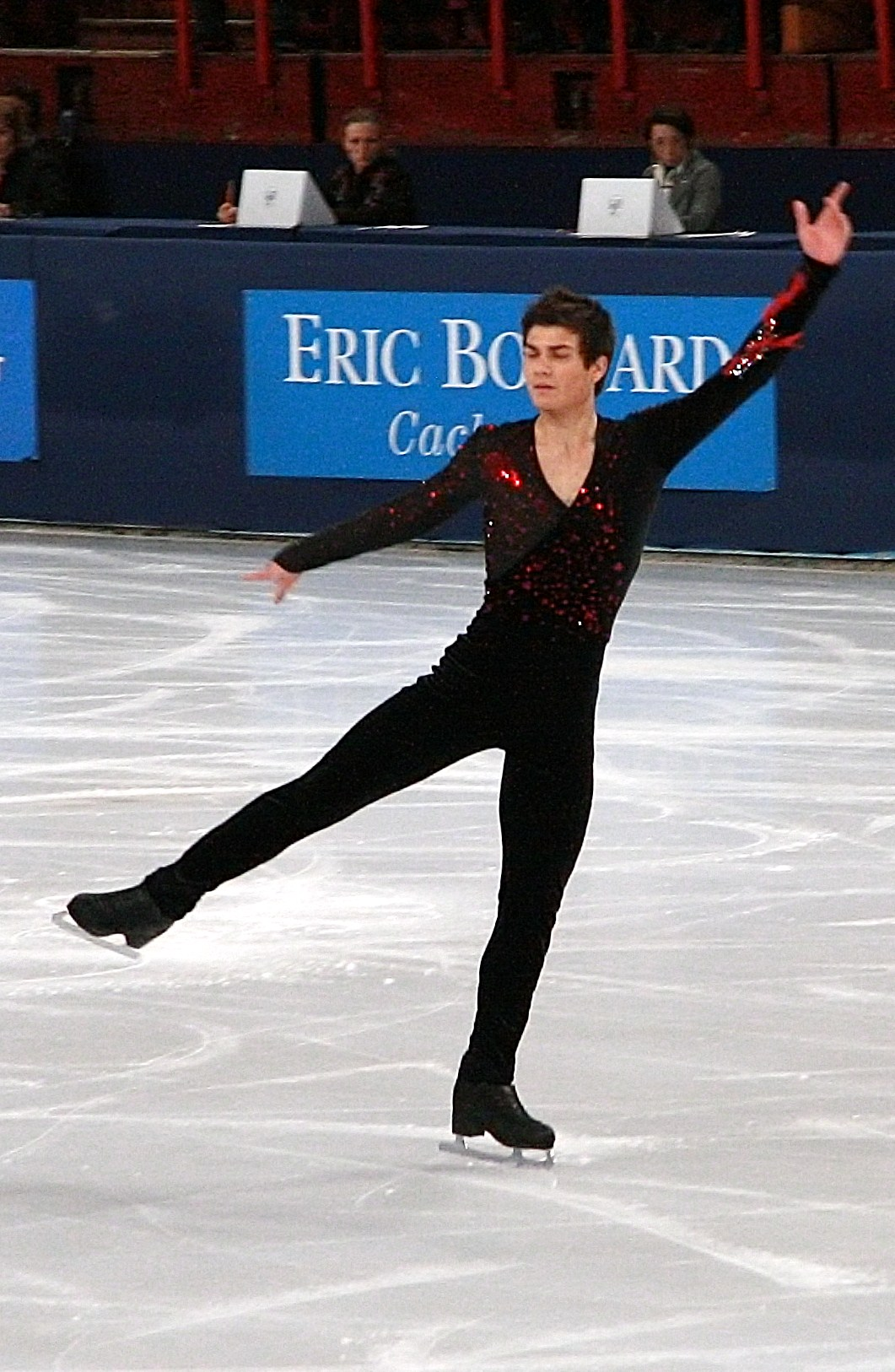
Programme court au Trophée Éric Bompard 2011 (2)